# Neon Genesis Evangelion: Death & Rebirth
Neon Genesis Evangelion: Death & Rebirth (jap. 新世紀エヴァンゲリオン劇場版 シト新生 Shinseiki Evangelion Gekijouban: Shi to Shinsei) – pierwszy z filmów, które powstały na bazie anime Neon Genesis Evangelion. Składa się on z dwóch części, Death (ang. śmierć) i Rebirth (ang. odrodzenie). Pierwsza część, Death, składa się z 60-minutowego montażu wybranych fragmentów serialu telewizyjnego i kilku nowych scen. Druga część, Rebirth, to pierwsza część The End of Evangelion, drugiego z filmów o Evangelionie.
Film został wydany jako zapowiedź End of Evangelion, w odpowiedzi na niezadowolenie widzów zakończeniem serialu Neon Genesis Evangelion.
Od 21 czerwca 2019 roku film jest dostępny z polskimi napisami na Netflix Polska.

## Death
Death to 60-minutowy montaż pierwszych 24 odcinków Neon Genesis Evangelion. Nowe sceny, które zostały dodane to filmu to w rzeczywistości sceny z wersji reżyserskiej, dodane później także do poszczególnych odcinków. Celem Death jest wprowadzenie widza do części Rebirth, która zawiera już część zmienionego zakończenia.
Część Death była dwa razy edytowana. Po raz pierwszy jako Death(true), w której nie było nowych, dodanych do serialu scen i była pokazywana bez części Rebirth. Po raz drugi edytowano ją dodając sceny z Adamem, którego Gendo wszczepił sobie do dłoni.

## Rebirth
Rebirth to pierwsza część End of Evangelion, alternatywnego zakończenia serialu. Początkowo End of Evangelion miał być pokazany w całości, ale z powodu opóźnienia w produkcji został podzielony na dwie części.